# Nancy Hart
Cet article concerne le personnage historique de Nancy Hart. Pour la milice confédérée lui rendant hommage, voir Nancy Harts.
Nancy Hart, de son nom complet Nancy Ann Morgan Hart, née entre 1735 et 1747 et morte en 1830, est une patriote de l'État de Géorgie ayant lutté contre les Britanniques durant la guerre d'indépendance des États-Unis. Elle est particulièrement connue pour ses activités d'espionnage.

## Origine et famille
Une grande partie de la vie de Nancy Hart est conjoncturelle. Néanmoins, la plupart de ses biographes situent sa naissance en Caroline du Nord, probablement dans la vallée de la Yadkin, les autres estimant qu'elle est née en Pennsylvanie. La majorité des études lui attribuent une naissance vers 1735, mais certains estiment qu'elle pourrait être née en 1747. Quoi qu'il en soit, la famille Hart déménage au début des années 1770 pour la Géorgie, où elle s'établit dans une cabane située dans la vallée fertile de la rivière Broad (en).
Nancy Hart a de nombreux liens avec des personnalités politiques ou militaires américaines, notamment son cousin Daniel Morgan, vainqueur de la bataille de Cowpens ; par son mari Benjamin Hart, elle est également liée à Thomas Hart Benton et Henry Clay, tous deux futurs sénateurs américains.
Nancy Hart est souvent décrite comme une femme de grande taille (plus de 1,80 mètre), rousse, au visage rude et marqué par la variole, en outre affectée d'un strabisme. Son caractère fougueux est également relaté. Elle forme avec son mari une famille nombreuse comptant six fils et deux filles. Les témoins de sa vie s'accordent sur sa domination au sein du ménage, mais aussi sur son caractère impétueux, son désir de vengeance envers ceux qui maltraitaient sa famille ou ses amis. Les Amérindiens l'ayant croisée la nomment « Wahatche », c'est-à-dire « femme de guerre ».
Bien qu'étant analphabète, Nancy Hart est connue pour son expertise en matière d'herboristerie ainsi, malgré son strabisme, que pour son talent au tir et à la chasse.

## Rôle durant la guerre d'indépendance américaine

Gravure de Fitz Edwin Jones montrant Nancy Hart aux prises avec les soldats britanniques ayant envahi sa maison.

Dès le début des hostilités, le mari de Nancy Hart est enrôlé comme lieutenant dans la milice de Géorgie (en), laissant sa femme seule avec les enfants. Patriote convaincue, Nancy Hart joue un rôle important en tant qu'espionne. Elle se fait passer pour un homme simple d'esprit et déambule dans les camps britanniques afin d'y recueillir des informations qu'elle communique ensuite aux indépendantistes.
La plupart des faits ayant établi la renommée de Nancy Hart ont lieu chez elle. Une première fois, elle capture ainsi un soldat britannique qui l'espionnait. En une autre occasion, un groupe de six soldats s'introduit un soir chez elle à la recherche d'un fuyard ; elle réussit à endormir leur méfiance, à les enivrer, à en désarmer certains et à prévenir ses voisins, avant d'être obligée d'en tuer un puis de faire arrêter et exécuter les autres.
Certains sources affirment également qu'elle participe à plusieurs faits d'armes, notamment la bataille de Kettle Creek le 14 février 1779.

## Vie après la guerre
À partir de 1790 et de l'indépendance, Nancy Hart se convertit au méthodisme et devient une fervente chrétienne. Vers cette époque, la famille déménage pour Brunswick. Au décès de Benjamin Hart, Nancy souhaite retourner à sa cabane de la rivière Broad avec son fils John, mais l'édifice a été emportée par une crue ; elle s'établit alors sur les bords de l'Oconee, près d'Athens.
En 1803 enfin, John Hart déménage avec sa mère et sa famille dans le comté de Henderson, au Kentucky ; c'est là que Nancy Hart termine sa vie, meurt en 1830 et est enterrée.

## Hommages
La figure de Nancy Hart est populaire chez les Filles de la Révolution américaine, qui ont construit une réplique de la cabane originelle en utilisant notamment les pierres de la cheminée d'origine. Le comté voisin, créé le 7 décembre 1853, est nommé comté de Hart en son hommage. Le lac Hartwell et le Wahatche Creek sont également nommés en son honneur. La route N°77 de Géorgie (en) est appelée « route Nancy Hart »,,.
Lors de la guerre de Sécession, un groupe de femmes de LaGrange fonde une milice appelée les Nancy Harts pour défendre la ville contre les nordistes. Enfin, en 1997, Nancy Hart est intronisée dans la liste des Georgia Women of Achievement.